# Ezana
Cette page contient des caractères éthiopiques. En cas de problème, consultez Aide:Unicode ou testez votre navigateur.
Ezana est un roi d’Aksoum, ayant régné d'environ 325 à 356,. Durant son règne, le royaume, un important État de la Corne de l'Afrique situé au nord de l'Éthiopie actuelle, renforce son influence et le christianisme s'y diffuse, après la conversion du roi.

## Biographie

### Christianisation
Mineur à son avènement, Ezana (ዔዛና en guèze) succède à son père probable, le roi Ella-Amida (ou Ousanas), et règne d'abord sous la régence de sa mère. Son père lui laisse comme conseillers les deux jeunes chrétiens d’origine syrienne, Frumentius et Ædésius, restés dans le pays après que leur bateau, identifié comme venant de l'empire romain, ait été coulé. Ceux-ci participent au gouvernement du royaume jusqu'à la majorité d'Ezana puis rentrèrent dans l'empire romain[réf. nécessaire]. 
Revenu d'Alexandrie avec l'approbation de l'évêque Athanase, Frumentius convertit au christianisme le roi Ezana, entre 341 et 346, peut-être baptisé sous le nom d'Ella Alada.
Ce changement est attesté par les sources numismatiques retrouvées par les archéologues en Éthiopie, en Érythrée mais aussi en Inde, preuve des relations commerciales lointaines qu'entretenait le royaume. Si les monnaies les plus anciennes frappées par Ezana portaient le disque et le croissant, symboles utilisés par ses prédécesseurs, les plus tardives font apparaître une croix, voire plusieurs.
La plus tardive des inscriptions qui rapportent les succès du roi Ezana n’est plus dédiée à Mahrem, dieu de la guerre, mais au Seigneur du Ciel et de la Terre, ce qui annonce le christianisme. Les dernières stèles ne sont plus rédigées en grec ou en sabéen, mais en guèze archaïque, qui pour la première fois depuis les monnaies du roi Wazeba, est attesté dans l’usage officiel[réf. nécessaire].
La découverte d'une basilique romaine près de Yeha et datant du IVe siècle est une preuve ultérieure de la présence chrétienne dans le royaume d'Aksoum à cette époque.

### Conquêtes militaires

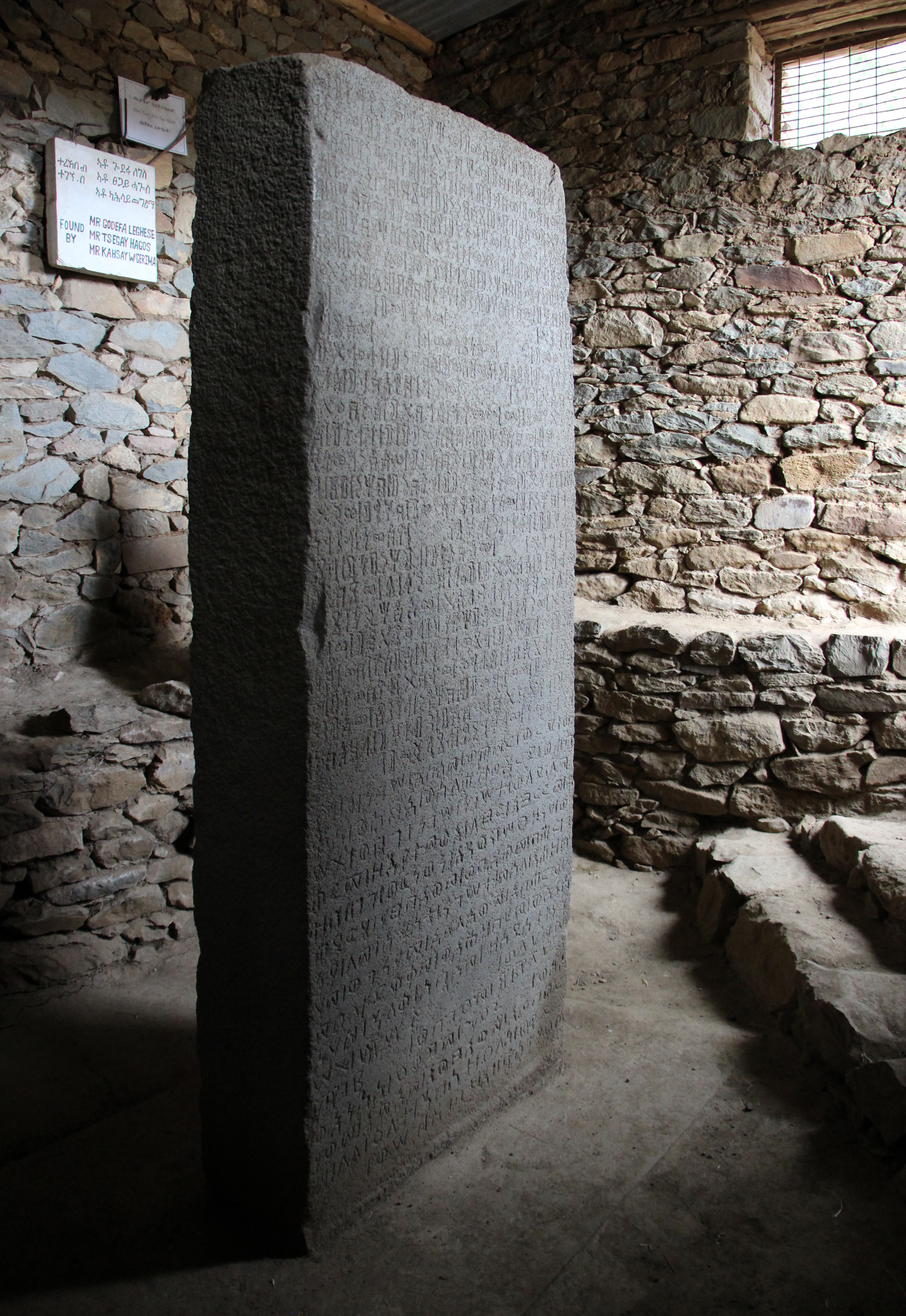
Stèle d'Ezana rédigée en grec, guèze et sabéen rapportant ses victoires.

Les campagnes militaires d’Ezana sont connues par les stèles qu’il a érigées à Aksoum. Elles ont pour but la défense du territoire, l’unification de l’Éthiopie et la protection des voies de communication. Bien que sa titulature mentionne sa suzeraineté sur Himyar, Saba et Raïdân, il n’intervient pas au Yémen. Il rétablit l’ordre dans le Tigré en punissant les Aguézat, les Agao et des peuples moins importants dont il assure sans doute l’assimilation. Le royaume de Koush, soumis par son prédécesseur Ella-Amida, est le point de départ de nouvelles campagnes visant à étendre les territoires. 
Les frontières occidentales constituées de plusieurs populations auparavant sous influence koushites, constituent une première source de tensions. Au sein de ces territoires émergent les Nobas qui occuperaient les parties occidentales entre la deuxième et troisième cataracte du Nil. Les Nobas capturent deux villes koushites, vassales d'Aksoum, entre Méroé et Napata. Cette invasion constitue le motif suffisant pour qu'Ezana intervienne.
Lors de la guerre avec les Nobas, la première phase s'effectue directement sur leur territoire et il pille plusieurs de leurs villes. Dans un second temps, il redirige son armée vers les territoires koushites pour reprendre les villes capturées.
À la mort d'Ezana, dans les années 350, Aksoum est à l’apogée de sa puissance : selon les auteurs byzantins, elle est en rapport avec Constantinople, la Perse, l’Inde et Ceylan. Ses ambassades lui permettent de faire libérer en Perse un évêque emprisonné. Elle commence par la mer Rouge, par les routes de caravanes remontant d’Égypte ou partant du Yémen vers la Mésopotamie. Elle exporte des émeraudes venues des cataractes du Nil (pays des Blemmyes), des épices, de l’encens et la casse à cinquante journées d’Adoulis, des bœufs, du fer et du sel de chez les Agao du pays de Sasou, au-delà du lac Tana.
Les successeurs d’Ezana sont connus par leurs monnaies : Ouazeb II, Eôn, Alalmisyisis, Ousas, Caleb, conquérant légendaire, son fils Israël, Mahwys, Yoël, Armah (dont les portraits montrent une décadence rapide), Ghersem et Hataz (qui imitent sommairement les monnaies byzantines du VIIe siècle)[réf. nécessaire].